# Ordre de la Couronne (Pays-Bas)
L'ordre de la Couronne (en néerlandais : Kroonorde) est un ordre honorifique de la Maison royale des Pays-Bas, créé le 30 novembre 1969 par la reine Juliana. Il est destiné « aux étrangers qui ont rendu un service spécial au roi des Pays-Bas ou à sa maison ».